# 12ª edizione della Tachiaoi Cup
La 12ª edizione della Tachiaoi Cup, competizione goistica riservata alle professioniste giapponesi, si disputa a partire dal 21 aprile 2025.
Il torneo è organizzato dalla Nihon Ki-in e dalla Kansai Ki-in, con il sostegno del Mainichi Shinbun e la sponsorizzazione della fondazione Onchikai.

## Torneo per la determinazione della sfidante
Il torneo per la determinazione della sfidante si disputa tra otto goiste:
- Fujisawa Rina Honinbo femminile (vincitrice di 6 edizioni della Tachiaoi);
- Ueno Risa Kisei femminile;
- Xie Yimin 7d (vincitrice della terza edizione della Tachiaoi);
- Suzuki Ayumi 7d;
- Kobayashi Izumi 7d;
- Mukai Chiaki 6d;
- Omori Ran 2d;
- Takao Mari 2d.

Il torneo è a eliminazione diretta con partite singole.
|  | Primo turno              | Primo turno              | Primo turno              |                          |       | Semifinali | Semifinali | Semifinali |  |  | Finale | Finale | Finale |  |
|  |                          |                          |                          |                          |       |            |            |            |  |  |        |        |        |  |
|  | Xie Yimin 7d             | Xie Yimin 7d             | B+R                      |                          |       |            |            |            |  |  |        |        |        |  |
|  | Xie Yimin 7d             | Xie Yimin 7d             | B+R                      |                          |       |            |            |            |  |  |        |        |        |  |
|  | Suzuki Ayumi 7d          |                          |                          |                          |       |            |            |            |  |  |        |        |        |  |
|  |                          | Xie Yimin 7d             |                          |                          |       |            |            |            |  |  |        |        |        |  |
|  |                          |                          |                          |                          |       |            |            |            |  |  |        |        |        |  |
|  |                          |                          | Fujisawa Rina Honinbo f. | Fujisawa Rina Honinbo f. | B+4,5 |            |            |            |  |  |        |        |        |  |
|  | Fujisawa Rina Honinbo f. | Fujisawa Rina Honinbo f. | Fujisawa Rina Honinbo f. | Fujisawa Rina Honinbo f. | B+4,5 | N+R        |            |            |  |  |        |        |        |  |
|  | Fujisawa Rina Honinbo f. | Fujisawa Rina Honinbo f. |                          |                          |       |            |            |            |  |  |        |        |        |  |
|  | Omori Ran 2d             |                          |                          |                          |       |            |            |            |  |  |        |        |        |  |
|  |                          | Fujisawa Rina Honinbo f. | Fujisawa Rina Honinbo f. | N+R                      |       |            |            |            |  |  |        |        |        |  |
|  |                          |                          |                          |                          |       |            |            |            |  |  |        |        |        |  |
|  |                          |                          | Ueno Risa Kisei f.       |                          |       |            |            |            |  |  |        |        |        |  |
|  | Kobayashi Izumi 7d       |                          |                          |                          |       |            |            |            |  |  |        |        |        |  |
|  |                          |                          |                          |                          |       |            |            |            |  |  |        |        |        |  |
|  | Takao Mari 2d            | Takao Mari 2d            | B+R                      |                          |       |            |            |            |  |  |        |        |        |  |
|  | Takao Mari 2d            | Takao Mari 2d            | B+R                      | Takao Mari 2d            |       |            |            |            |  |  |        |        |        |  |
|  |                          |                          |                          |                          |       |            |            |            |  |  |        |        |        |  |
|  |                          |                          | Ueno Risa Kisei f.       | Ueno Risa Kisei f.       | B+R   |            |            |            |  |  |        |        |        |  |
|  | Mukai Chiaki 6d          |                          | Ueno Risa Kisei f.       | Ueno Risa Kisei f.       | B+R   |            |            |            |  |  |        |        |        |  |
|  |                          |                          |                          |                          |       |            |            |            |  |  |        |        |        |  |
|  | Ueno Risa Kisei f.       | Ueno Risa Kisei f.       | B+R                      |                          |       |            |            |            |  |  |        |        |        |  |

## Finale
La sfida per il titolo ha visto la vincitrice del torneo di qualificazione, Fujisawa Rina, affrontare la detentrice del titolo Asami Ueno al meglio dei tre incontri.
| Giocatrice               | Partita 1 Aizuwakamatsu, Fukushima 21 giugno | Partita 2 Aizuwakamatsu, Fukushima 22 giugno | Partita 3 Aizuwakamatsu, Fukushima 23 giugno | Totale |
| ------------------------ | -------------------------------------------- | -------------------------------------------- | -------------------------------------------- | ------ |
| Asami Ueno Tachiaoi      | N+R                                          |                                              | B+R                                          | 2      |
| Fujisawa Rina Honinbo f. |                                              | N+1,5                                        |                                              | 1      |

Con questa vittoria, Ueno ha ottenuto la coppa per la quarta volta consecutiva.